# Jordan Henderson
Jordan Brian Henderson MBE, född 17 juni 1990 i Sunderland, är en engelsk professionell fotbollsspelare (mittfältare) som spelar i nederländska Ajax.

## Klubbkarriär
Henderson är född och uppvuxen i Sunderland. Han började spela fotboll i Sunderland AFC 2006 och debuterade i klubbens A-lag i november 2008. Under andra halvan av säsongen 2008-2009 lånades han ut till Championship-laget Coventry där han gjorde 10 framträdanden i ligan.
Efterföljande säsong slog sig Henderson in i Sunderlands förstalag och spelade 33 av lagets 38 Premier League-matcher. Han gjorde sitt första mål för klubben den 22 september då Sunderland slog ut Birmingham med 2-0 i ligacupens tredje omgång. Hans fina form under säsongen gjorde att han skrev på ett nytt femårskontrakt med klubben i april 2010. Han blev efter säsongen utsedd till säsongens bästa unga spelare i Sunderland.
Säsongen 2010-2011 spelade Henderson i 37 av lagets 38 ligamatcher och blev för andra året i rad utsedd till klubbens bästa unga spelare.

### Liverpool
Den 8 juni bekräftade Sunderland på sin officiella hemsida att man accepterat ett bud som tros vara värt runt £16 miljoner från Liverpool FC för Henderson. Den 9 juni bekräftade Liverpool att Henderson klarat läkarundersökningen och skrivit på ett långtidskontrakt med Liverpool. Henderson kostade Liverpool £16 miljoner.
Inför säsongen 2014-15 utses Henderson till vicekapten i Liverpool, för att sedan inför säsongen 2015-16 utses till Liverpool FC kapten efter att Steven Gerrard lämnat klubben för spel i LA Galaxy.
Säsongen blev en förhållandevis svag säsong för Henderson med få framträdanden och flera tunga skador. Säsongen 16/17 blev dock en större succé där han per 31/12-2016 spelat samtliga ligamatcher. Henderson största avtryck kom mot Chelsea i en 2-1-seger på Stamford Bridge där han gjorde 2-0 målet på ett långskott från 30 meter.
Efter att varit stundtals  ifrågasatt under 2017 och 2018, så kom Henderson att växa i sin roll på det centrala mittfältet. Efter den defensiva mittfältaren Fabinhos intåg flyttades Henderson fram i mittfältet, och har under 2019 och 2020 skördat stora framgångar i både mål och assist, samt presspel. Han blev flerfaldigt prisbelönt under säsongen 19/20 då han var den första kapten att ta Liverpool FC till en ligatitel på 30 år.

### Tiden efter Liverpool
Sommaren 2023 valde Henderson att efter tolv år i Liverpool lämna för den saudiska klubben Al-Ettifaq. Tiden i Saudiarabien blev dock kortvarig och Henderson lämnade efter blott ett halvår för Ajax, där han skrev på ett 2,5-årskontrakt.

## Landslagskarriär
Henderson debuterade i det engelska landslaget den 17 november 2010 i en träningsmatch mot Frankrike. Han hade dessförinnan representerat England på U19-, U20- och U21-nivå.
I juni 2011 deltog han i U21-EM 2011.
Den 12 maj 2014 blev Henderson uttagen i Englands trupp till fotbolls-VM 2014 av förbundskaptenen Roy Hodgson.
Henderson blev även uttagen till landslagstruppen för 2016 års upplaga av Fotbolls-EM, även denna gång av Roy Hodgson. Henderson spelade få matcher i ett ur engelskt perspektiv sett fiaskomästerskap där man åkte ur redan i åttondelsfinal mot Island.

## Meriter

### Liverpool
- Premier League: 2019/2020
- UEFA Champions League: 2019
- FA-cupen: 2022
- Engelska Ligacupen: 2012, 2022
- Community Shield: 2022
- UEFA Super Cup: 2019
- VM för klubblag: 2019